# Srebrna krila (album)
A Srebrna krila a Srebrna krila együttes 1979-ben megjelent első nagylemeze, kinyitható borítóval. Kiadta a Jugoton, katalógusszáma: LSY-63079. A borító hátoldalán a dalszövegek is megtalálhatóak.

## Az album dalai

### A oldal
1. Prva noć sa njom (3:19)
2. Lili (2:19)
3. Ako te zovem ti nemoj doći (3:26)
4. Otrove moj (2:15)
5. Julijana (3:14)

### B oldal
1. Sanjar lutalica (3:36)
2. Crna žena (vračara) (3:15)
3. Neka me nema nikada više (2:36)
4. Znao je lijepo svirat' gitaru	(2:23)
5. Ana (2:59)